# Tournée de l'équipe d'Afrique du Sud de rugby à XV en 2022
L'équipe d'Afrique du Sud de rugby à XV effectue du 5 au 26 novembre 2022 une tournée en Europe. 

## Résultats complets
| No | Date             | Lieu                                      | Match                            | Score   | Compétition |
| -- | ---------------- | ----------------------------------------- | -------------------------------- | ------- | ----------- |
| 1  | 5 novembre 2022  | Aviva Stadium, Dublin — Irlande           | Irlande – Afrique du Sud         | 19 – 16 | Test match  |
| 2  | 10 novembre 2022 | Páirc Uí Chaoimh, Cork — Irlande          | Munster – Afrique du Sud A       | 28 – 14 | Tournée     |
| 3  | 12 novembre 2022 | Stade Vélodrome, Marseille — France       | France – Afrique du Sud          | 30 – 26 | Test match  |
| 4  | 17 novembre 2022 | Ashton Gate Stadium, Bristol — Angleterre | Bristol Bears – Afrique du Sud A | 26 – 18 | Tournée     |
| 5  | 19 novembre 2022 | Stade Luigi-Ferraris, Gênes — Italie      | Italie – Afrique du Sud          | 21 – 63 | Test match  |
| 6  | 26 novembre 2022 | Stade de Twickenham, Londres — Angleterre | Angleterre – Afrique du Sud      | 13 – 27 | Test match  |

## Résultats des test matchs

### Match 1
| Samedi 5 novembre 2022 17 h 30 UTC±00:00 | Irlande | 19 - 16 | Afrique du Sud | Aviva Stadium, Dublin 51 000 spectateurs Arbitre : Nika Amashukeli |
| Samedi 5 novembre 2022 17 h 30 UTC±00:00 |         |         |                | Aviva Stadium, Dublin 51 000 spectateurs Arbitre : Nika Amashukeli |
| Samedi 5 novembre 2022 17 h 30 UTC±00:00 |         |         |                | Aviva Stadium, Dublin 51 000 spectateurs Arbitre : Nika Amashukeli |

| Irlande Titulaires Remplaçants Entraîneur Andy Farrell |  | Afrique du Sud Titulaires Remplaçants Entraîneur Jacques Nienaber |

### Match 3
| Samedi 12 novembre 2022 21 h 0 UTC+01:00 | France | 30 - 26 | Afrique du Sud | Stade Vélodrome, Marseille 62 500 spectateurs Arbitre : Wayne Barnes |
| Samedi 12 novembre 2022 21 h 0 UTC+01:00 | Essai(s) : Baille 21e, Falatea 74e · Transformation(s) : Ramos 22e · Pénalité(s) : Ramos 1e, 17e, 40+1e, 46e, 59e, 79e · Carton(s) rouge(s) : Dupont 48e · |         | Essai(s) : Kolisi 30e, Arendse 51e · Transformation(s) : Kolbe 31e, de Klerk 52e · Pénalité(s) : Kolbe 26e, 43e, de Klerk 56e, Willemse 64e · Carton(s) jaune(s) : Fourie 70e · Carton(s) rouge(s) : Du Toit 11e · | Stade Vélodrome, Marseille 62 500 spectateurs Arbitre : Wayne Barnes |
| Samedi 12 novembre 2022 21 h 0 UTC+01:00 | |         | | Stade Vélodrome, Marseille 62 500 spectateurs Arbitre : Wayne Barnes |

| France Titulaires Thomas Ramos 15 Damian Penaud 14 Gaël Fickou 13 Jonathan Danty 12 Yoram Moefana 11 Romain Ntamack 10 Antoine Dupont 9 Grégory Alldritt 8 Charles Ollivon 7 Anthony Jelonch 6 Thibaud Flament 5 Cameron Woki 4 Uini Atonio 3 Julien Marchand 2 Cyril Baille 1 Remplaçants Peato Mauvaka Reda Wardi Sipili Falatea Romain Taofifénua Bastien Chalureau Sekou Macalou Maxime Lucu Matthieu Jalibert Entraîneur Fabien Galthié |  |  |  | Afrique du Sud Titulaires 15 Cheslin Kolbe 14 Kurt-Lee Arendse 13 Jesse Kriel 12 Damian de Allende 11 Makazole Mapimpi 10 Damian Willemse 9 Jaden Hendrikse 8 Jasper Wiese 7 Pieter-Steph du Toit 6 Siya Kolisi 5 Franco Mostert 4 Eben Etzebeth 3 Frans Malherbe 2 Malcolm Marx 1 Steven Kitshoff Remplaçants Bongi Mbonambi Ox Nché Vincent Koch Marvin Orie Kwagga Smith Deon Fourie Faf de Klerk Willie le Roux Entraîneur Jacques Nienaber |

### Match 5
| Samedi 19 novembre 2022 14 h 0 UTC+01:00 | Italie | 21 - 63 | Afrique du Sud | Stade Luigi-Ferraris, Gênes 26 457 spectateurs Arbitre : Matthew Carley |
| Samedi 19 novembre 2022 14 h 0 UTC+01:00 | Essai(s) : Capuozzo 11e, Cannone 66e · Transformation(s) : Allan 13e · Pénalité(s) : Allan 8e, 21e, 45e · |         | Essai(s) : Arendse 2e, 48e, 63e 69e, Mbonambi 30e, Kolbe 45e, Smith 55e, Willemse 73e, Reinach 79e · Transformation(s) : Kolbe 31e, Libbok 50e, 56e, 70e 74e, 80+1e · Pénalité(s) : Kolbe 10e, 26e · | Stade Luigi-Ferraris, Gênes 26 457 spectateurs Arbitre : Matthew Carley |
| Samedi 19 novembre 2022 14 h 0 UTC+01:00 | |         | | Stade Luigi-Ferraris, Gênes 26 457 spectateurs Arbitre : Matthew Carley |

### Match 6
| Samedi 26 novembre 2022 17 h 30 UTC±00:00 | Angleterre             | 13 - 27 | Afrique du Sud                         | Stade de Twickenham, Londres 81 268 spectateurs Arbitre : Angus Gardner |
| Samedi 26 novembre 2022 17 h 30 UTC±00:00 | Essai(s) : Slade 72e · |         | Essai(s) : Arendse 33e, Etzebeth 50e · | Stade de Twickenham, Londres 81 268 spectateurs Arbitre : Angus Gardner |
| Samedi 26 novembre 2022 17 h 30 UTC±00:00 |                        |         |                                        | Stade de Twickenham, Londres 81 268 spectateurs Arbitre : Angus Gardner |